# 11e régiment de hussards (France)
Pour les articles homonymes, voir 11e régiment de hussards.
Le 11e régiment de hussards est un régiment de l'armée française créé pendant la Révolution française.

## Création et différentes dénominations

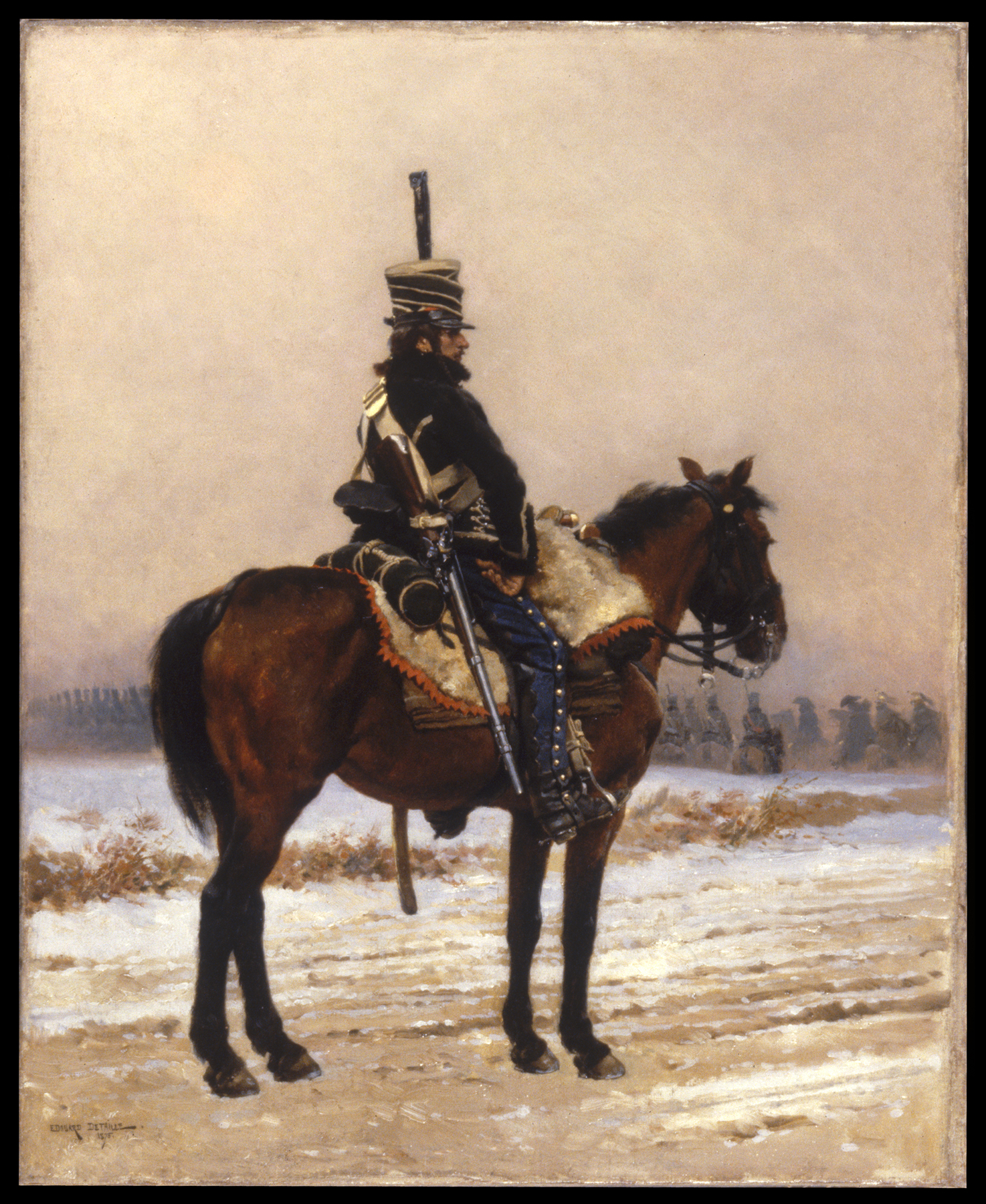
11e lors des guerres napoléoniennes par Édouard Detaille.

- 28 juillet 1793 : levée du 11e régiment de hussards, créé à partir du 24e régiment de chasseurs à cheval. Y sont adjoints deux légions de volontaires, la légion germanique et les hussards de la Liberté
- 24 septembre 1803 : le 11e régiment de hussards devient le 29e régiment de dragons.
- 18 août 1810 : mise sur pied d'un nouveau 11e régiment de hussards, à partir du 2e régiment de hussards hollandais.
- 1814 : dissous
- 1873 : recréation du 11e hussards, à Sidi-Bel-Abbès, avec un escadron du 1er chasseurs et des escadrons des 1er, 3e et 8e hussards
- 1919 : dissolution

## Chefs de corps
- 1793 : Jacques Avice
- 1810 : Collaert
- 1811 : Jean Baptiste Liégeard
- 1874 : Bonie
- 1881 : Mennessier de Lalance
- 1894 : Oscar de La Celle (sera général de division en 1908)

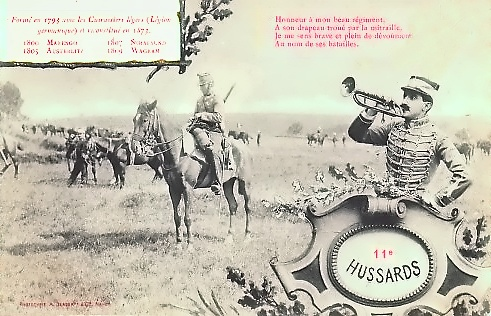
11e hussards vers 1905

- 1899 : Fournier
- 1904 : d'Estainville
- 1909 : de Bersaucourt

## Historique des garnisons, combats et bataille

### Révolution française et Premier Empire
- 1793: Armée du Rhin
- 1794: Armée des Pyrénées-Occidentales
- 1795: Vendée
- An VI: Armée de Rhin-et-Moselle
  -     - 21 fructidor: Combat de Mainbourg
- 1798: Armée d'Helvétie
- 1799-1801: Italie
- 1812: Campagne de Russie
- 1813 : Campagne d'Allemagne
  - 16-19 octobre : Bataille de Leipzig

### De 1871 à 1914
- 1874 : Algérie
- 1881-1883 : Tunisie
- 1873-1907 : En garnison à Belfort
- 1907-1914 : En garnison à Tarascon

### Première Guerre mondiale

#### Affectations
Le 11e régiment de hussards est formé à Tarascon.
- Casernement en 1914 : Tarascon ; 6e brigade de cavalerie légère.
- À la 6e division de cavalerie d'août 1914 à août 1916, rattachée corps de cavalerie du général Conneau jusqu'au 20 août 1914.

## Étendard
Il porte, cousues en lettres d'or dans ses plis, les inscriptions suivantes :
- Marengo 1800
- Austerlitz 1805
- Stralsund 1807
- Wagram 1809
- Flandres 1914
- L'Escaut 1918

## Uniforme
- flamme du bonnet : gris de fer puis rouge
- cordon : blanc
- collet : gris de fer puis rouge
- dolman : vert clair
- pelisse : vert clair
- parement : gris de fer puis rouge
- tresses : blanc
- culotte : gris de fer

## Personnalités ayant servi au11eRH
- Le général Louis Pierre Alphonse de Colbert (1776-1843), hussard au 11e RH (17 germinal an IV).
- Charles François Martigue (1777-1825) alors chef d'escadron.
- Le général baron Pierre Mourier (1766-1844), capitaine de la 8e compagnie au 11e RH (16 pluviôse an VII).
- Le général Ludovic Hurault de Vibraye (1845-1929), capitaine au 11e RH (11 mai 1874).

## Sources et bibliographie
- Historique des corps de troupe de l'armée française, Ministère de la Guerre, 1900
- J-J. MICHEL-BECHET, Historique sommaire du 11e R.H., Seguin, Avignon, 1913 (consultable sur https://gallica.bnf.fr )
- Historique du 11e régiment de hussards : 1914-1918, Nancy, Berger-Levrault, 31 p., lire en ligne sur Gallica.
- ANDOLENKO (général), Recueil d'historique de l'arme blindée et de la cavalerie, Paris, Eurimprim, 1968
- Les Hussards français, Tome 1, De l'Ancien régime à l'Empire, édition Histoire & Collections
- Historique du 11e régiment de hussards par le lieutenant Louis Joseph Henri de Lassus
- Historique sommaire du 11e régiment de hussards par J.-J. Michel-Béchet